# پیتر تیلور (گیاه‌شناس)
پیتر جفری تیلور (انگلیسی: Peter Geoffrey Taylor)، (۱۹۲۶ - ۲۰۱۱) یک گیاه‌شناس بریتانیایی بود که در طول زندگی حرفه‌ای خود در گیاه‌شناسی در باغ گیاه‌شناسی سلطنتی کیو کار می‌کرد. تیلور در سال ۱۹۲۶ به‌دنیا آمد و در سال ۱۹۸۴ به کارکنان هرباریوم در کیو پیوست. او اولین گونه جدید خود را با نام‌ علف‌انبانی پنج‌انگشت در سال ۱۹۵۴ منتشر کرد. در سال 1973، تیلور به سرپرستی بخش ارکیده هرباریوم منصوب شد و به گفته کیو، "تحت هدایت او، آرایه‌بندی ارکیده احیا شد و ارتباطات باغبانی آن تقویت شد."
یکی از کانون‌های اصلی گیاه‌شناسی تیلور، سرده علف‌انبانی بود. او گونه‌های زیادی را در این جنس تألیف کرد و جامع‌ترین تک‌نگاشت را در مورد این سرده در سال ۱۹۸۶ ارائه کرد و در سال ۱۹۸۹ با عنوان سرده‌های علف‌انبانی: تک‌نگاشت آرایه‌بندی (The Genus Utricularia: A Taxonomic Monograph) اصلاح شد.
گیاه‌مثانه‌های علف‌انبانی پنج‌انگشت (Utricularia petertaylorii) و علف‌انبانی مودار (Utricularia hirta) به افتخار او نام‌گذاری شده‌اند و همچنین آکاسیا تیلور (Acacia taylorii)، چیتوپوا تیلور (Chaetopoa taylorii)، گیاه‌تابدار تیلور (Genlisea taylorii)، ایندیگوفرا تیلور (Indigofera taylorii)، پلاتیستل تیلور (Platystele taylorii)، اسپرماکوک تیلور (Spermacoce taylorii)، کارینا تیلوریانا (Karina tayloriana) و فیلانتوس تیلوریانوس (Phyllanthus taylorianus).

سرده گیاه‌تابدار تیلوریا (و با گسترش گیاه‌تابدار بخش تیلوریا) نیز به نام او نام‌گذاری شده‌اند.